# ケマル・スタファ・スタジアム
ケマル・スタファ・スタジアム（アルバニア語: Stadiumi Qemal Stafa）は、アルバニアの首都ティラナに所在していた多目的スタジアム。スタジアム名のケマル・スタファは、第二次世界大戦でイタリアのファシストによって暗殺された人物であり、アルバニア共産党の創立にかかわった一人であった。
サッカーアルバニア代表の本拠地としての使用が多く、その他陸上競技会も行われていた。2016年に取り壊された後の跡地には、2019年にアレーナ・コムバターレが開場した。